# Босфор
Босфо́р (греч. Βόσπορος, тур. İstanbul Boğazı) — пролив между Европой и Малой Азией, соединяющий Чёрное море с Мраморным. В паре с Дарданеллами соединяет Чёрное море с Эгейским, которое является частью Средиземного. На обеих сторонах пролива расположен крупнейший турецкий город Стамбул, занимающий восточную и западную оконечности полуостровов Пашаэли и Коджаэли соответственно. Проливы Босфор и Дарданеллы известны как Черноморские (или Турецкие) проливы. Как часть единственного прохода между Чёрным и Средиземным морем, Босфор всегда имел большое значение с торговой и военной точки зрения и остается стратегически важным сегодня. Это единственный морской путь для Болгарии, Грузии, Румынии, Украины, а также важнейший для России.

## Название
По одной из наиболее распространённых легенд, пролив получил своё название благодаря дочери древнейшего аргивского царя — прекрасная возлюбленная Зевса по имени Ио была превращена им в белую корову, чтобы избежать гнева его жены Геры. Несчастная Ио избрала водный путь к спасению, нырнув в синеву пролива, который с тех пор и называется «коровьим бродом» или Босфором.
Древние греки также называли пролив «Боспором Фракийским», чтобы отличать от «Боспора Киммерийского» (современное название — Керченский пролив).

## Описание
Длина пролива — около 30 км. Максимальная ширина пролива — 3700 м (на севере), минимальная — 700 метров. Глубина фарватера — от 33 до 80 м. Пролив имеет эрозионное происхождение; представляет собой жёлоб, заполненный морской водой. В Босфоре два течения — более быстрое распреснённое верхнее из Чёрного моря в Мраморное, на юг (скорость 1,5—2 м/с) и более медленное солёное нижнее, идущее на север навстречу верхнему — из Мраморного моря в Чёрное, скоростью 0,9—1 м/с. Всё это было установлено русским адмиралом Степаном Осиповичем Макаровым в 1881—1882 годах. Аналогичная ситуация со встречными течениями также существует и в Дарданеллах.
Точная причина и время образования Босфора остаются предметом споров среди специалистов. Перелив вод Чёрного моря в Мраморное существовал минимум с раннего неоплейстоцена, во время чаундинской трансгрессии Понта. Есть также теория черноморского потопа, согласно которому Босфор возник около 8 тыс. лет назад, при прорыве вод Средиземного моря в Чёрное.

## Значение
Босфор является одним из важнейших проливов, так как обеспечивает доступ к Средиземному морю и мировым океанам большой части России, Украины, странам Закавказья и юго-восточной Европы. Помимо сельскохозяйственных и промышленных продуктов, большую роль в экспорте через Босфор играет нефть из России и Каспийского региона.
Пролив Босфор занимает особое место среди известных наиболее труднопроходимых проливов в мире из-за интенсивного движения транзитных судов, паромной переправы, мелких судов, течения до 6 узлов и резких изменений погоды в осенне-зимний период. Многие судоходные компании рекомендуют капитанам использовать лоцманов для транзитного прохода пролива Босфор. Транзитная скорость в проливе должна быть не более 10 узлов. За проход проливами взимается маячный сбор в сумме около одной тысячи долларов в зависимости от класса судна.
Изначально пропускная способность пролива составляет 25 000 судов в год. В год через Босфор проходит более 40 тысяч судов. Решение проблемы проходимости и загруженности пролива предполагается путём строительства судоходного Стамбульского канала к западу от Стамбула длиной от 50 до 100 км.

## Коммуникации
Берега пролива соединяют три моста и два тоннеля (с севера на юг):
- автомобильно-железнодорожный мост Султана Селима Грозного (1408 м; завершён в 2016) в северной части пролива, на побережье Чёрного моря;
- автомобильный мост Султана Мехмеда Фатиха (1090 м; построен в 1988) в 5 км к северу от первого моста;
- автомобильный Босфорский мост с длиной основного пролёта 1074 метров (завершён в 1973);
- железнодорожный тоннель «Мармарай[англ.]» между двумя районами Стамбула — Казлычешме на европейском берегу и Айрылыкчешме — на азиатском (общая длина — 13.6 км, под водой — 1.4 км; открыт в 2013)[13], который рамках проекта Мармарай объединил скоростные транспортные системы европейской и азиатской частей Стамбула;
- автомобильный тоннель «Евразия» между районами Казлычешме и Гезтепе (длина — 14,5 км, из них 5,4 км под проливом на глубине 106 метров), открытый в декабре 2016 года[14].

## История
Как часть единственного прохода между Чёрным морем и Средиземным морем Босфор имеет большое значение в торговле и военном деле. Контроль над ним был целью ряда конфликтов, в частности Русско-турецкой войны (1877—1878 годы), а также нападения союзных держав на Дарданеллы во время битвы 1915 года при Галлиполи в ходе Первой мировой войны.

### Древнегреческие, персидские, римские и византийские эпохи (до 1453 года)
Греческий город-государство Афины в V веке до н. э., зависящий от импорта зерна из Скифии, поддерживал союзные отношения с городами, контролировавшими проливы, такими как Византий.
Персидский царь Дарий I Великий, пытаясь подчинить скифов, переправился через Босфор, а затем двинулся к реке Дунай. Его армия пересекла пролив по наплавному мосту, построенному из лодок. Много лет спустя, во время вторжения Ксеркса I в Грецию, через пролив Дарданеллы (Геллеспонт) был построен аналогичный лодочный мост.

### Османская эпоха (1453—1922)
29 мая 1453 года Османская империя завоевала Константинополь после продолжительной осады, в ходе которой османы построили укрепления по обе стороны пролива, Анадолухисары (1393) и Румелихисары (1451), готовясь не только к основной битве, но и к установлению долгосрочного контроля над Босфором и проходящим через него водными путями. Вместе с первым путешествием Христофора Колумба в Америку в 1492 году завоевание Константинополя в 1453 году считается одним из событий, положивших конец Средневековью и ознаменовавших переход к ренессансу и эпохе открытий.
В период своего расцвета между XVI и XVIII веками, Османская империя использовала стратегическое значение Босфора для расширения своих региональных амбиций и установления контроля над всей акваторией Чёрного моря, которую они считали «османским озером».
Впоследствии несколько международных договоров регулировали проход судов в этих водах. По договору Гюнкара Искелеси от 8 июля 1833 года проливы Босфор и Дарданеллы должны были быть закрыты по требованию России для морских судов других держав. По условиям Лондонской конвенции о проливах, заключённой 13 июля 1841 года между Россией, Соединённым Королевством, Францией, Австрией и Пруссией, «древнее правление» Османской империи было восстановлено путем закрытия турецких проливов для любых военных кораблей, за исключением кораблей союзников Султана во время войны.
После Первой мировой войны Севрский договор 1920 года демилитаризовал пролив и сделал его международной территорией под контролем Лиги Наций.

### Турецкая Республиканская эра (1923 — настоящее время)
В соответствии с Лозаннским договором (1923) проливы возвращались Турции, однако всем иностранным военным кораблям и коммерческим судам был разрешён свободный проход. В дальнейшем режим судоходства регулировался Конвенцией Монтрё о режиме проливов от 20 июля 1936 года. По ней Турция сохраняет за собой право ограничивать морские перевозки государств, не являющихся черноморскими.
Турция сохраняла нейтралитет во время Второй мировой войны до февраля 1945 года, и в это время проливы были закрыты для военных кораблей воюющих стран, хотя некоторым немецким вспомогательным судам было разрешено проходить транзитом. Это, а также требования Сталина о возвращении турецких провинций Карс, Артвин и Ардахан Советскому Союзу (потерянные Турцией в Русско-турецкой войне 1877—1878 годов, и возвращённые Карским договором в 1921 году) были соображениями в решении Турции отказаться от нейтралитета во внешних делах. Турция объявила войну Германии в феврале 1945 года, но не участвовала в наступательных действиях.
В начале XXI века турецкие проливы стали особенно важными для нефтяной промышленности. Российская нефть экспортируется танкерами в первую очередь в Западную Европу и США через проливы Босфор и Дарданеллы. В 2011 году Турция запланировала 50-километровый канал через Силиври в качестве второго водного пути.
15 сентября 2024 года эстонский канатоходец Яан Роозе впервые смог пересечь Босфор, пройдя из Азии в Европу за 47 минут. Канат был натянут между опор Босфорского моста на высоте примерно 165 м.

## Босфор в искусстве
- Стихотворение Сергея Есенина «Никогда я не был на Босфоре», 1924.
- Шпионский роман Жерара Де Вилье «SAS в Стамбуле», 1965.
- Проза Эльчина Сафарли «Сладкая соль Босфора», 2008.